# Tribunal Revolucionari Islàmic
El Tribunal Revolucionari Islàmic és un sistema especial de tribunals de la República Islàmica de l'Iran dissenyat contra els sospitosos de crims com ara contraban, blasfèmia, incitació a la violència o intentar per enderrocar el govern islàmic. La cort va començar el seu treball després de la Revolució iraniana de 1979.